# Phytomastax meiospina
Phytomastax meiospina är en insektsart som beskrevs av Chen, Yonglin 1981. Phytomastax meiospina ingår i släktet Phytomastax och familjen Eumastacidae. Inga underarter finns listade i Catalogue of Life.